# 馬暢
马畅（?—?），汝州郏城人，唐朝政治人物，岚州刺史、幽州经略军使马季龙之孙，马燧的次子。
马畅以父荫官至鸿胪少卿，留在京师。建中三年（782年），马燧讨伐田悦，当年大旱，京师收刮商户的缗钱，人心动摇，凤翔留镇幽州兵，多亡命南山为盗。殿中丞李云端与其党袁封、单超俊、李诚信、冀信等人与马畅关系不浅，饮食聚会，说时事将危。马畅派家人温靖向父亲写信，陈说利害，让他班师还镇。马燧大怒，抓住温靖将情况上奏皇帝，让哥哥馬炫抓住马畅请罪。唐德宗以马燧正在讨贼，没有追查其事，诛杀李云端等十一人，敕令马炫在家杖打马畅三十下，于是取消收刮缗钱之令。马燧财货冠于天下，去世后，马畅承旧业，也善于经营，多次被豪门求取。贞元末年，神策中尉杨志廉暗示马畅献上田园第宅，唐顺宗又再回赐马畅。马畅被哥哥马汇之妻所诉，分家产，宦官又逼取，指使他施舍给佛寺，马畅不敢吝惜；晚年财产并尽，去世之后，诸子无室可居，以至冻饿。后来奉诚园亭馆，就是马畅安邑里旧第。马畅官至少府监，赠工部尚书，谥纵。子马继祖，以祖父荫官，四岁时就担任太子舍人，五次升任至殿中少监，三十七岁去世。